# عين مديونة
عين مديونة هي جماعة قروية بشمال المغرب تنتمي إلى إقليم تاونات، شمال فاس. تضم بلدة عين مديونة 16.410 نسمة (إحصاء 2004). تمتاز بتضاريس جبلية، تبعد عن مدينة فاس بحوالي 80 كلم، وعن مدينة الحسيمة بـ220 كلم. هي منطقة فلاحية بامتياز حيث تنتشر أشجار الزيتون والخروب وزراعة الحبوب إضافة إلى تربية المواشي و كذا صنـاعة الفخـار المعروف بالمنطقة.